# Pudsey
Pudsey – miasto w północnej Anglii, w hrabstwie West Yorkshire, w dystrykcie metropolitalnym Leeds. W 2011 r. miasto to zamieszkiwało 22 408 osób.